# Caulolatilus dooleyi
Caulolatilus dooleyi is een  straalvinnige vissensoort uit de familie van tegelvissen (Malacanthidae). De wetenschappelijke naam van de soort is voor het eerst geldig gepubliceerd in 1978 door Berry.
De soort staat op de Rode Lijst van de IUCN als Onzeker, beoordelingsjaar 2009.